# Virserumsåsen
Virserumsåsen i Slagdala norr om Virserum är en av södra Sveriges mäktigaste åsbildningar. Den bildades då inlandsisen drog sig tillbaka för tio tusen år sedan av sten och grus som avlagrades från isens smältvatten. Virserumsåsens högsta punkt är 40 meter över omgivande landskap. 
Åsen, som följer Skärveteån, utgör en viktig del av Slagdala naturreservat. Den avslutas i norr med ett tydligt avbrott. I söder med en typisk ”getryggsform”. Området har bedömts värdefullt ur både geologiskt och landskapsestetiskt synpunkt. Åsen är beskogad av tall. I åsen finns ett flertal grustag. 